# Красная книга Карачаево-Черкесской Республики
Красная книга Карачаево-Черкесской Республики — официальный документ, содержащий свод сведений о состоянии, распространении и мерах охраны редких и находящихся под угрозой исчезновения видов (подвидов, популяций) диких животных и дикорастущих растений и грибов, обитающих (произрастающих) на территории Карачаево-Черкесской Республики.

## Издания
Первое официальное издание вышло в 2013 году и включает 156 видов животных, а также 179 видов растений и грибов.
Во второе издание (2024 год) включено 164 вида животных и 189 видов растений и грибов.